# Trockenborn-Wolfersdorf
Trockenborn-Wolfersdorf é um município da Alemanha localizado no distrito de Saale-Holzland, estado de Turíngia.
Pertence ao Verwaltungsgemeinschaft de Hügelland/Täler.